# Lidl
Lidl er en tysk discount-supermarkedskæde med butikker i dele af Europa og USA. Lidl er Europas største dagligvarekæde og den næststørste i hele verden efter Walmart. Virksomheden har rødder tilbage til 1930'erne, men i 1970'erne åbnede den første rigtige Lidl-butik i Ludwigshafen.
Lidl har i dag over 11.200 butikker i 32 lande med omkring 310.000 ansatte . Lidl er ejet af den tyske detailhandelsvirksomhed Schwarz-koncernen, som også ejer supermarkedskæden Kaufland. Hovedkontoret ligger i den sydtyske by Neckarsulm.
Lidl åbnede de første 13 butikker i Danmark 29. september 2005, og har i dag (2024) 150 butikker i Danmark.

## Varesortiment
Kædens sortiment består primært af private label-varer og enkelte mærkevarer. Af kendte private label-varer findes blandt andet mærket Vilstrupgård og Butcher's, som er private label indenfor kødsortimentet. Eksempelvis indeholder Vilstrupgård et udvalg af danske kødprodukter som f.eks. okse, kalv, gris og ungkvæg. Deres fødevaresortiment er stort set fast, mens de hver uge tilbyder forskellige non-food-produkter som tekstil-, husholdnings- og elektronikvarer.
Der findes private label-varer indenfor en lang række andre kategorier, og den samlede liste med private label-varer tæller bl.a.: kødserierne Vilstrupgård og Butcher's, mejeriserierne Engvang og Milbona, slik, snack- og kageserierne Sweet Corner, Snack Day og Favorina, ølserien Karlens, morgenmadsserien Crownfield, juiceserien Solevita & den veganske og vegetariske serie, Vemondo.
Der findes ligeledes landespecialiteter såsom Italiamo fra Italien, Sol & Mar fra Spanien og Duc De Coeur fra Frankrig, som en af dem oftest kommer i forbindelse med deres ugetemaer.
I Tyskland introducerede Lidl i 2006 som noget nyt bæredygtige og økologiske varer, hvilket siden er indført i sortimentet i andre lande. Kæden har bl.a. introduceret fair trade-mærkede bananer, chokolade og kaffe.
I 2012 var Lidl den første discountkæde i Danmark, der introducerede tag-selv bake off afdelinger i Supermarkederne med frisk ovnbagt brød og kager.[kilde mangler]
I Non-food findes sportstøjsmærket Crivit, værktøjsserien Parkside, rengøringsserien W5, baby- og børneserien Lupilu, elektronikserien Silvercrest og skønheds- og plejeserien Cien.
I maj 2023 annoncerede Lidl, at de ville udfase al salg af tobak inden udgangen af 2028. Som et led i dette vil alle nye Lidl-butikker ikke sælge tobak.

## Lande
Der er Lidl-forretninger i 32 lande. I 2008 blev de 50 butikker i Norge solgt til Reitangruppen og fortsat som REMA 1000. Nedenfor er de repræsenterede lande sorteret efter år for første butiks åbning:
| - 1973 Tyskland - 1989 Frankrig - 1992 Italien - 1994 Storbritannien - 1994 Spanien - 1995 Belgien - 1995 Portugal - 1997 Holland - 1998 Østrig - 1999 Grækenland | - 2001 Luxembourg - 2002 Finland - 2002 Polen - 2002 Irland - 2003 Sverige - 2003 Tjekkiet - 2004 Slovakiet - 2004 Ungarn - 2004-2008 Norge - 2005 Kroatien | - 2005 Danmark - 2007 Slovenien - 2008 Malta - 2009 Schweiz - 2010 Bulgarien - 2010 Cypern - 2011 Rumænien - 2016 Litauen - 2017 USA - 2018 Serbien |